# Plone
Plone is een opensource web contentmanagementsysteem, geprogrammeerd in Python.
Tot de standaardfunctionaliteit behoort:
- fijnmazige autorisatie met groepen, rollen, gebruikers en permissies
- sterke beveiliging[7]
- workflow
- een systeem voor het definiëren van contenttypes
- aanpasbare presentatielaag
- meertalige gebruikersinterface
- geïntegreerde wysiwyg editor
- zoeken
- uitbreidbaar met modules[8]